# Apalachin
Apalachin – jednostka osadnicza w Stanach Zjednoczonych, w stanie Nowy Jork, w hrabstwie Tioga.